# Margareta Jacobson
Karin Margareta Jacobson, född 3 april 1938 i Danmark, är en svensk konstnär och illustratör. Jacobson, som tidigare var bosatt i Göteborg, är i dag bosatt och verksam på Ekerö utanför Stockholm. 